# Табаско
Таба́ско (исп. Tabasco [taˈβasko], аст. Onōhuālco), полное официальное название: Свободный и Суверенный Штат Табаско (исп. Estado Libre y Soberano de Tabasco) — штат на юго-востоке Мексики, в северной части перешейка Теуантепека. Административный центр штата — город Вильяэрмоса.
Численность населения, по данным переписи 2005 года, составила 1 989 969 человек. Перепись 2010 года показала, что население увеличилось до 2 238 603 человек, а по данным переписи 2020 года, численность населения составила 2 402 598 человек.
Штат граничит с Веракрусом на западе, Чьяпасом на юге, Кампече на северо-востоке, на востоке с департаментом Гватемалы — Петеном, а на севере омывается водами залива Кампече.

## Этимология
Название впервые появляется в хронике «Правдивая история завоевания Новой Испании» (1557—1575) Берналя Диаса. Этимология топонима противоречива. Согласно одной версии, происходит от формантов tlalli — «земля», palli — «ровная» и форманта места -co, то есть «ровная земля». Согласно другой версии, топоним происходит от Tlapalco («влажная земля»:tlalli — «земля», paltic — «влажная» и формант места -co).

## Природные условия
Штат Табаско находится на прибрежных равнинах южной части Мексиканского залива. Местный пейзаж представляет собой обширные равнины с многочисленными болотами, которые превращаются в большие лагуны во время сезона дождей. Несколько гор по всей южной части штата принадлежат к системе, известной как Чьяпас и Гватемала Сьерра, которая включает в себя такие вершины как Мадригал и Тапиюлапа Сьеррас на 900 метров, Серро-ла Пава на 880, Серро Ла Вентана и Сьерра Поана обе на 560 метров выше уровня моря.
Штат пересекают такие реки, как Грихальва, Тепетитан, Чилапа, Сан-Педро, Битзал, Занапа и многие другие.
Малое расстояние от Мексиканского залива, маленькая высота прибрежных равнин и расположение штата в тропической зоне приводит к высокой температуре. Также в Табаско самые высокие показатели выпадения осадков во всей Мексике.

## История

### Доколумбовый период
800 год до н. э. стал самой высокой точкой в развитии доклассической цивилизации Ольмеков, которые проживали на территории современного штата Табаско, в частности в культовом центре Ла-Вента. С падением ольмеков на территории штата находились государства майя, которые населяли его до IX века. В XIII веке место майя заняли тольтеки, а в следующем столетии свою цивилизацию здесь создали чонтали. По оценкам[каким?], в начале XVI века на территории современного Табаско проживало около 130 000 индейцев.

### Период конкистадоров
В 1518 году испанская экспедиция Хуана де Грихальвы обнаружила Табаско и реку Грихальва. В 1519 году Эрнан Кортес побеждает местное население в битве за Сентлу и создает первое на данной территории испанское поселение Санта-Мария-де-ла-Виктория. Однако, постоянная угроза со стороны пиратов заставила жителей Санта-Марии бежать вверх по реке, в новое поселение Сан-Хуан-Баутиста (сейчас Вильяэрмоса).
В 1525 году Кортес послал в Табаско капитана Хуана де Вальесильо (исп. Juan de Vallecillo) с небольшим отрядом, чтобы подчинить местных индейцев. Тем самым, он стал первым губернатором Табаско. Успокоить индейцев ему не удалось, и в 1527 году Кортес отправил туда Бальтасара де Осорио (исп. Baltasar de Osorio), которому также не удалось замирить туземцев.
В 1530 году завоевание полуострова Юкатан начал Франсиско де Монтехо, он получил от короля титул Губернатора Юкатана, Косумеля и Табаско, начал завоевание полуострова Юкатан. Несмотря на все его старания, покорение Юкатана оказалось неудачным и он передал власть над штатом своему сыну — Франсиско де Монтехо-младшему. После битв с 1530 по 1535 годы индейцы, наконец, были замирены.
Как только был достигнут мир, с 1537 года началось заселение Табаско испанцами. В 1557 году из-за угрозы, исходившей от английских пиратов, жители Санта-Марии покинули свои жилища и ушли вверх по течению реки Грихальва. В 1564 году последними испанцам сдались индейцы симато (исп. cimato). 24 июня 1564 года испанец дон Диего де Кихада (исп. Diego de Quijada) в поездке по провинции, приезжает в Сан-Хуан-Баутиста, где официально основывает город Вильяэрмоса под именем «Villa Carmona», который напоминал ему «равнину реки Гвадалькивир в Севилье». Из-за постоянных пиратских набегов, самым серьёзным из которых произошёл в 1597 году, когда голландские флибустьеры полностью разрушили и сожгли Санта-Марию, в 1677 году пираты яростно атаковали столицу Вильяэрмоса-де-Сан-Хуан-Баутиста (исп. Villahermosa de San Juan Bautista), разрушили и сожгли несколько раз, заставив власти покинуть город и перенести столицу в деревню Такотальпа. Лишь через 139 лет, 15 августа 1795 году столица вернулась в Вильяэрмосу.
Из-за отсутствия драгоценных минералов и негостеприимного климата Табаско никогда не достигал процветания под испанским владычеством.

### Независимая Мексика
В 1824 году, после борьбы за независимость от Испании, Табаско был признан одним из 14-и свободных и суверенных государств новой Мексиканской Республики. Первым губернатором штата стал Педро Перес Медина (исп. Pedro Pérez Medina). 5 февраля 1825 года была принята первая конституция штата.
В результате постоянной борьбы между либералами-федералистами и консерваторами-централистами (унитаристами) произошло вооружённое восстание в соседнем Кампече, которое поставило штат под власть централистского правительства.
В 1833 году Мексику поразила эпидемия холеры, и Табаско пострадал особенно сильно. Этот трагический эпизод сопровождался разрушением столицы штата военными кораблями США в Американо-мексиканской войне. 13 февраля 1841 года штат Табаско объявил об отделении от Мексики в знак протеста против сложившейся в стране политики централизации и санкций, введённых центральным правительством. Однако уже 2 декабря 1842 года Табаско вернулся в лоно Мексики после прихода к власти губернатора Хосе Виктора Хименеса (исп. José Víctor Jiménez).
В октябре 1846 года на территорию штата вторглись американцы, отправив экспедицию под командованием коммодора Мэттью Перри. Они потребовали от губернатора Хуана Батисты Тракониса (исп. Juan Bautista Traconis) сдаться, на что тот ответил отказом. На это американцы ответили бомбардировкой Вильяэрмосы. Спустя восемь месяцев после битвы у Табаско американские части отступили. После ухода американцев Хуан Траконис попросил поддержки у федерального правительства, а получив отказ, выступил против президента Мариано Саласа (исп. Mariano Salas) и 9 ноября 1846 года вновь объявил об отделении Табаско от Мексики. Сепаратистские действия губернатора не получили поддержки, и правительство Тракониса было вынуждено уйти в отставку. 8 декабря 1846 года Табаско вернулся в состав страны.
16 июня 1847 года американские войска снова подступили к Табаско. Теперь, уже не имея ресурсов для своей защиты, правительство штата покинуло Вильяэрмосу и перебралось в деревню Такотальпу, в то время как коммодор М. Перри назначил исполнять обязанности губернатора Табаско генерала Ванта Бранта (англ. Vant Brunt). После начала партизанской войны, организованной полковником Мигелем Бруно (исп. Miguel Bruno), 27 июля американцы были вынуждены эвакуироваться.
В феврале — марте 1863 года во время французской интервенции в Мексику, которая была предпринята для воцарения их ставленника императора Максимилиана, французы заняли ряд городов, включая и Вильяэрмосу-де-Сан-Хуан-Баутисту. Губернатор штата Викторио Викторио Дуэньяс (исп. Victorio Victorino Dueñas) снова был вынужден эвакуировать столицу в Такотальпу. Оккупанты назначили во главе штата своих представителей — префектов. В 1863 году французские интервенты потерпели поражение от местного командира Грегорио Мендеса и его войск в битве при Эль-Яхуактале.

### Порфириато и революция
С приходом к власти генерала Порфирио Диаса начался период относительного мира и стабильности, восстановления своей страны и столицы для начала реального экономического развития. В 1879 был открыт Институт Хуареса (Instituto Juárez), в 1881 — телеграфная линия Мехико — Сан Хуан Баутиста, в 1890 — электрическое освещение, в 1901 — первый банк. Однако такой рост и прогресс шёл вместе с многочисленными злоупотреблениями и эксплуатацией самых бедных слоев населения, что в конечном итоге приведёт к мексиканской революции в 1910 году. С момента создания организации Мельчора Окампо в 1902 году и партии Gutierrista Игнасио Гомес Гутьерреса в 1909 силы, выступающие против диктатуры Диаса Порфирио становятся все более и более мощным. Во время революции на территории штата проходило множество сражении между проправительственными силами и восставшими. Хотя Мексиканская революция закончилась, вооружённая борьба за власть между различными фракциями продолжалась в период с 1914 по 1919. Губернатор Л. Ф. Домингес (Luis Felipe Domínguez y Suárez) подал в отставку и был заменён на дона К. Грина (Carlos Greene) — одного из самых известных лидеров Чонтальпы (Chontalpa).

### После революции
В период правления Гарридо Канабала Томаса (1923—1933), который был назначен на должность губернатора Табаско президентом Альваро Обрегоном, Табаско пережил сильные изменения, которые не всегда были положительными. Гарридо был ярым противником религии и вредных привычек, в частности алкоголя, поэтому он ввёл строгие правила в отношении любых праздников, которые включали в себя любой из этих двух элементов. Таким образом, он не только уничтожил символы и традиции, изменил религиозные празднества, переименовал деревни и запретил любые ритуальные обряды, но также учредил запрет на алкогольные напитки в 1931 году. Эти события нашли отражение в романе Грэма Грина «Сила и слава». Окончание этого периода, известного как Гарридисмо, в 1933 году положило начало современной жизни штата Табаско. Между 1940 и 1960 для разработки месторождений нефти были очищены большие территории от леса в двух муниципалитетах. В 1950-х была открыта ветка Юго-Восточной железной дороги, соединившей штат с национальной железнодорожной сетью. В 1960 президент А. Руис (Adolfo Ruiz Cortines) открыл федеральную трассу № 180, которая соединила Коатцакоалькос и Вильяэрмосу. В 1970 нефтяная компания Petroleos Mexicanos (РЕМЕХ) начала добычу нефти в Табаско, что послужило началом нефтяного бума в штате. В 1979 в Вильяэрмосе был открыт Международный аэропорт, а в 1982 начал свою деятельность глубоководный порт Дос Бокас (Dos Bocas). В 2007 году в Табаско произошло серьёзное наводнение, причиной которого стали сильные и продолжительные дожди. По некоторым оценкам до 80 % территории Табаско были под водой, пострадали более 1 000 000 жителей. «Ситуация чрезвычайно серьёзная: это одно из самых страшных стихийных бедствий в истории страны», сказал президент Ф. Кальдерон (Felipe Calderón Hinojosa) в телевизионном обращении в ночь на 1 ноября 2007 года. В 2008 было завершено строительство международной автотрассы Теносике — Сейбо — Тикаль. 27 октября 2009 президенты Мексики Ф. Кальдерон и Гватемалы А. Колом (Álvaro Colom Caballeros) открыли четвёртый пограничный переход между двумя странами. В политической сфере у власти в штате с конца 1920-х непрерывно находилась одна партия — право-социалистическая Институционно-Революционная партия (PRI), кандидаты от которой все года выигрывали губернаторские выборы.

## Политическое устройство
Конституцией штата Табаско предусматривается, что власть в Табаско, как и во всех других штатах Мексики, состоит из трех ветвей: исполнительной, законодательной и судебной.
Исполнительная власть находится в руках губернатора. Губернатор избирается непосредственно гражданами путём тайного голосования на шесть лет без возможности переизбрания. Законодательная власть принадлежит Конгрессу Табаско, однопалатному парламенту в составе 35 депутатов. Судебная власть возложена на Верховный суд Табаско.
Местные выборы в Табаско были проведены 15 октября 2006 года.

### Герб
Герб Табаско представляет собой четырёхчастный фигурный щит с срединным овальным щитком. В первой части щита на червлёном поле четыре золотые крепостные башни, символизирующие одну из частей Испанского королевства — Кастилию, в третьей четверти, также на червлёном поле изображён золотой лев на задних лапах — символ другой значительной части Испании — Королевство Леон. Во второй четверти на серебряном поле изображена десница с мечом и щит — символ завоевания новых земель, а также их защиту от неприятеля. В четвёртой части, также на серебряном поле — полуобнажённая индианка в традиционном одеянии с букетами в руках, которые символизируют местное население, которое первым повстречалось на пути испанских исследователей и завоевателей, а букеты — символизируют изобилие данных мест. На срединном щитке в серебряном поле изображена покровительница Испании увенчанная Дева Мария. Сопровождают этот щиток два Геркулесовых столпа с испанского герба, на которых две ленты с надписями на латыни PLVS VLTRA, что означает «там вдалеке» и символизирую новооткрытые земли по ту сторону Геркулесовых столбов — Гибралтарского пролива. Серебряный цвет щита означает верность Табаско Испании, а красный — суверенную власть испанского короля. Дева Мария символизирует крещение туземцев. Увенчан щит королевской испанской короной. Герб этот был пожалован испанским королём Филиппом II в 1598 городу Вилья де Сан Хуан Баутиста (сейчас — Вильяэрмоса — столица штата) и является самым старым гербом всего Нового Света. После создания штата в 1823 герб города, несколько стилизованный стал гербом всего штата. Штат Табаско не имеет официально утверждённого флага. Часто используется белое полотнище с изображением герба в центре.

## Административное устройство
Табаско подразделяется на 17 муниципалитетов, каждый из которых подпадает под одну из четырёх географических зон: Хальпа, Сентро, Сентла и Теносике.

## Экономика
Экономика Табаско ориентирована, прежде всего, на сельское хозяйство. Природные условия на территории штата обеспечивают идеальные условия для его развития, так как большая часть земли состоит из плодородной почвы с многочисленными источниками пресной воды. Основными культурами, возделываемыми на полях Табаско, являются какао, маниока, кукуруза, сахарный тростник, плантаны, рис, кокосовые и апельсины. Однако эта деятельность сталкивается с серьёзными проблемами из-за отсутствия кредитной политики, которая в действительности может адаптироваться к потребностям данного сектора, не говоря уже о низких стандартах в области торговой инфраструктуры.
Поголовье скота насчитывает 2 млн голов, животноводство является одним из основных видов экономической деятельности в штате, а 33 785 различных предприятий штата ориентированы на такие продукты как мясо и молоко, что является значительной составляющей экономики штата.

## Демография
Согласно данным последней переписи населения Мексики в 2024 году, в Табаско проживает 2,435 миллиона жителей. Мужчин составляет 49 %, а женщин 51 %.
Средняя плотность достигает 97 человек на км². Почти 81 % от общей численности населения проживает только в одном муниципалитете — Сентро. 45 % жителей штата живут в сельской местности в связи с сильными традициями земледелия.
Ожидаемая продолжительность жизни для тех, кто родился в штате, составляет 71,3 года для мужчин, и 76,9 года для женщин.
Только 3 % жителей Табаско говорят на местных языках, в основном это чонтали. 62 % населения считают себя католиками, что ниже, чем в среднем по стране.

## Достопримечательности
Интерес для туристов представляют руины ольмеков в парке Ла-Вента, а также руины майя в Комалькалько. Город Пуэрто-Сейба в муниципалитете Параисо известен тем, что это место стало источником вдохновения известного поэта Карлоса Пельисера.
В столице штата Вильяэрмосе останавливаются перед посещением древнего города майя Паленке в соседнем штате Чьяпас
Найти сокровища в музее истории Табаско. Он расположен в красивейшем особняке XIX века, который называют Домом плиток, из-за красочных изразцов. Драгоценностей здесь полно, но экскурсоводы называют самой главной ценностью записку, написанную в 1525 году, и рассказывающую о ходе экспедиции Фернандо Кортеса

## Происшествия

### Наводнение 2007 года
В 2007 году в Табаско произошло серьёзное наводнение, причиной которого стали сильные и продолжительные дожди. По некоторым оценкам до 80 % территории Табаско были под водой, пострадали более 1 000 000 жителей.
«Ситуация чрезвычайно серьёзная: это одно из самых страшных стихийных бедствий в истории страны», сказал президент Фелипе Кальдерон в телевизионном обращении в ночь на 1 ноября 2007 года.